# Santa Cruz, Zempoala
Santa Cruz är en ort i Mexiko.   Den ligger i kommunen Zempoala och delstaten Hidalgo, i den sydöstra delen av landet, 70 km nordost om huvudstaden Mexico City. Santa Cruz ligger 2 397 meter över havet och antalet invånare är 653.
Terrängen runt Santa Cruz är kuperad norrut, men söderut är den platt. Runt Santa Cruz är det ganska tätbefolkat, med 83 invånare per kvadratkilometer. Närmaste större samhälle är Pachuca de Soto, 18,4 km norr om Santa Cruz. Trakten runt Santa Cruz består till största delen av jordbruksmark.